# Roar Strand
Roar Strand (født 2. februar 1970 i Trondheim, Norge) er en tidligere norsk fodboldspiller, der spillede som midtbanespiller. Han spillede, kun afbrudt af et lejeophold i 1993 hos Molde FK, hele sin seniorkarriere, mellem 1989 og 2010 hos Rosenborg BK i sin fødeby.
Strand vandt med Rosenborg hele 16 norske mesterskaber, og er dermed den europæiske fodboldspiller der har vundet flest nationale mesterskaber nogensinde.

## Landshold
Strand blev gennem karrieren noteret for 42 kampe og fire scoringer for Norges landshold, som han debuterede for i 1994. Han var en del af den norske trup til både VM i 1994, VM i 1998 og EM i 2000.

## Titler
Norske Mesterskab
- 1990, 1992, 1994, 1995, 1996, 1997, 1998, 1999, 2000, 2001, 2002, 2003, 2004, 2006, 2009 og 2010 med Rosenborg BK

Norsk Pokalturnering
- 1990, 1992, 1995, 1999 og 2003 med Rosenborg